# C11H18N2
分子式C11H18N2（摩尔质量：178.279 g/mol）可以指：
- 4-二乙胺基邻甲苯胺（英语：Color Developing Agent 2）（CD-2），CAS号：148-71-0
- 十一烷二腈，CAS号：71172-36-6

|  | 这个同类索引页列出了具有相同分子式的化学物（即同分異構體）条目。 除非您是有意链接至本页，否则应将相应条目的内部链接指向正确的条目。 |